# Маруяма, Тацуя
Тацуя Маруяма (яп. 丸山 達也 Маруяма Тацуя, род. 25 марта 1970, Хирокава, Фукуока, Япония) — японский политик, губернатор префектуры Симанэ с 30 апреля 2019 года. 

## Биография
Родился в Хирокаве в префектуре Фукуока. В апреле 1992 года после окончания средней школы при Университете Курумэ и юридического факультета Токийского университета Маруяма поступил на службу в Министерство внутренних дел и коммуникаций Японии. После этого в апреле 2016 года был откомандирован в префектуры Сайтама, Нагано и Симанэ в должности директора Управления национальной защиты Агентства по борьбе с пожарами и стихийными бедствиями Министерства внутренних дел и коммуникаций, а уже в декабре 2018 года уволился из министерства внутренних дел.
В 2019 году Тацуя Маруяма баллотировался на пост губернатора префектуры Симанэ как беспартийный и выиграл первый тур (43,58% голосов), победив кандидата от ЛДПЯ и бывшего заместителя директора Агентства по борьбе с пожарами и стихийными бедствиями Сэйдзи Оба и бывшего мэра Ясуги Дзиро Симаду.
В феврале 2020 года Тацуя раскритиковал Южную Корею из-за территориальных споров в отношении островов Лианкур, которые, по утверждению Японии, являются частью префектуры Симанэ. Маруяма заявил, что правительство Кореи «усиливает движения, чтобы сделать оккупацию Такэсимы установленным фактом». Он также призвал правительство Японии дать эффективный ответ в отношении спора об островах Лианкур.

## Личная жизнь
Женат, имеет двух сыновей и одну дочь.